# Протосинђел
Протосинђел је монашки презвитерски чин у Православној цркви.
Овај чин одговара мирском презвитерском чину протојереја. Овим чином епископ одликује свештеномонахе узорног и честитог живота који својим радовима доприносе напретку црквеног живота. Одликују се посебно они свештеномонаси који живе изван манастира у разним црквеним службама. Протосинђел значи први синђел, први међу синђелима по части.